# Triángulo heptagonal

Un heptágono regular (con lados rojos), sus diagonales más largas (verdes), y sus diagonales más cortas (azules). Cada uno de los catorce triángulos heptagonales congruentes tiene un lado verde, un lado azul, y un lado rojo.

Un triángulo heptagonal es un triángulo escaleno obtuso cuyos vértices coinciden con el primer, segundo y cuarto vértices de un heptágono regular (desde un vértice inicial arbitrario). Por lo tanto, sus tres lados coinciden con un lado y con las diagonales adyacentes más cortas y más largas de un heptágono regular. Todos los triángulos heptagonales son similares (tienen la misma forma), por lo que se conocen colectivamente como el triángulo heptagonal. Sus ángulos miden {\displaystyle \pi /7,2\pi /7,} y {\displaystyle 4\pi /7,} y es el único triángulo con ángulos en las relaciones 1: 2: 4. El triángulo heptagonal tiene varias propiedades notables. 

## Puntos clave
El centro de nueve puntos del triángulo heptagonal es también su primer punto de Brocard. : Propos. 12 
El segundo punto de Brocard se encuentra en el círculo de nueve puntos. : p. 19 
El circuncentro y los puntos de Fermat de un triángulo heptagonal forman un triángulo equilátero. : Thm. 22 
La distancia entre el circuncentro O y el ortocentro H viene dada por : p. 19 
{\displaystyle OH=R{\sqrt {2}},}
donde R es el circunradio. La distancia al cuadrado desde el incentro I al ortocentro es : p. 19 
{\displaystyle IH^{2}={\frac {R^{2}+4r^{2}}{2}},}
donde r es el inradio. 
Las dos tangentes desde el ortocentro hasta el circuncírculo son mutuamente perpendiculares. : p. 19 

## Relaciones de distancias

### Lados
Los lados del triángulo heptagonal a < b < c coinciden respectivamente con el lado del heptágono regular, diagonal más corta y diagonal más larga. Satisfacen que : Lemma 1 
{\displaystyle {\begin{aligned}a^{2}&=c(c-b),\\[5pt]b^{2}&=a(c+a),\\[5pt]c^{2}&=b(a+b),\\[5pt]{\frac {1}{a}}&={\frac {1}{b}}+{\frac {1}{c}}\end{aligned}}}
(la última : p. 13  es la ecuación óptica) y por lo tanto 
{\displaystyle ab+ac=bc,}
y : Coro. 2 
{\displaystyle b^{3}+2b^{2}c-bc^{2}-c^{3}=0,}
{\displaystyle c^{3}-2c^{2}a-ca^{2}+a^{3}=0,}
{\displaystyle a^{3}-2a^{2}b-ab^{2}+b^{3}=0.}
Por lo tanto, -b/c, c/a y a/b satisfacen la ecuación cúbica
{\displaystyle t^{3}-2t^{2}-t+1=0.}
La relación entre los lados es 
{\displaystyle b=2\cos \left({\frac {\pi }{7}}\right)\cdot a,\qquad c=\left(1+2\cos \left({\frac {2\pi }{7}}\right)\right)\cdot a.}
y las raíces de esta ecuación son:
{\displaystyle {\begin{cases}t_{1}=1-2\cos \left({\frac {\pi }{7}}\right)\\t_{2}=1+2\cos \left({\frac {2\pi }{7}}\right)\\t_{3}=4\cos \left({\frac {2\pi }{7}}\right)\cos \left({\frac {3\pi }{7}}\right)\end{cases}}}

También se tiene que
{\displaystyle {\frac {a^{2}}{bc}},\quad -{\frac {b^{2}}{ca}},\quad -{\frac {c^{2}}{ab}}}
satisface la ecuación cúbica
{\displaystyle t^{3}+4t^{2}+3t-1=0}
y las raíces de esta ecuación son:
{\displaystyle {\begin{cases}t_{1}=-1-2\cos \left({\frac {\pi }{7}}\right)\\t_{2}=-1+2\cos \left({\frac {2\pi }{7}}\right)\\t_{3}=4\cos \left({\frac {2\pi }{7}}\right)\cos \left({\frac {3\pi }{7}}\right)-2\end{cases}}}
También se tiene que
{\displaystyle {\frac {a^{3}}{bc^{2}}},\quad -{\frac {b^{3}}{ca^{2}}},\quad {\frac {c^{3}}{ab^{2}}}}
satisface la ecuación cúbica
{\displaystyle t^{3}-t^{2}-9t+1=0}
y las raíces de esta ecuación son:
{\displaystyle {\begin{cases}t_{1}=1-4\cos \left({\frac {\pi }{7}}\right)\\t_{2}=1+4\cos \left({\frac {2\pi }{7}}\right)\\t_{3}=8\cos \left({\frac {2\pi }{7}}\right)\cos \left({\frac {3\pi }{7}}\right)-1\end{cases}}}
Así mismo, los valores
{\displaystyle {\frac {a^{3}}{b^{2}c}},\quad {\frac {b^{3}}{c^{2}a}},\quad -{\frac {c^{3}}{a^{2}b}}}
satisfacen la ecuación cúbica
{\displaystyle t^{3}+5t^{2}-8t+1=0}
y las raíces de esta ecuación son:
{\displaystyle {\begin{cases}t_{1}=-2\left[\cos \left({\frac {\pi }{7}}\right)+2\cos \left({\frac {2\pi }{7}}\right)+1\right]\\t_{2}=6\cos \left({\frac {\pi }{7}}\right)-2\cos \left({\frac {2\pi }{7}}\right)-3\\t_{3}=2\left[3\cos \left({\frac {2\pi }{7}}\right)-2\cos \left({\frac {\pi }{7}}\right)\right]\end{cases}}}
También se tiene que : p. 14 
{\displaystyle b^{2}-a^{2}=ac,}
{\displaystyle c^{2}-b^{2}=ab,}
{\displaystyle a^{2}-c^{2}=-bc,}
y : p. 15 
{\displaystyle {\frac {b^{2}}{a^{2}}}+{\frac {c^{2}}{b^{2}}}+{\frac {a^{2}}{c^{2}}}=5.}
Por otro lado
{\displaystyle ab-bc+ca=0,}
{\displaystyle a^{3}b-b^{3}c+c^{3}a=0,}
{\displaystyle a^{4}b+b^{4}c-c^{4}a=0,}
{\displaystyle a^{11}b^{3}-b^{11}c^{3}+c^{11}a^{3}=0.}
No hay otro par de números (m, n), tales que m, n > 0 y que m, n <2000, que cumplan [cita requerida]
{\displaystyle a^{m}b^{n}\pm b^{m}c^{n}\pm c^{m}a^{n}=0.}

### Alturas
Las alturas ha, hb y hc satisfacen 
{\displaystyle h_{a}=h_{b}+h_{c}} : p. 13 
y 
{\displaystyle h_{a}^{2}+h_{b}^{2}+h_{c}^{2}={\frac {a^{2}+b^{2}+c^{2}}{2}}.} : p. 14 
La altura desde el lado b (ángulo opuesto B) es la mitad de la bisectriz del ángulo interno {\displaystyle w_{A}} de A: : p. 19 
{\displaystyle 2h_{b}=w_{A}.}
Aquí el ángulo A es el ángulo más pequeño y B es el segundo ángulo más pequeño. 

### Bisectrices
Se tienen las siguientes propiedades de las bisectrices {\displaystyle w_{A},w_{B},} y {\displaystyle w_{C}} de los ángulos A, B y C respectivamente: : p. 16 
{\displaystyle w_{A}=b+c,}
{\displaystyle w_{B}=c-a,}
{\displaystyle w_{C}=b-a.}

### Circunradio, inradio y exinradios
El área del triángulo es
{\displaystyle A={\frac {\sqrt {7}}{4}}R^{2},}
donde  R  es el circunradio del triángulo. 
Se tiene que : p. 12 
{\displaystyle a^{2}+b^{2}+c^{2}=7R^{2}.}
También se tiene que
{\displaystyle a^{4}+b^{4}+c^{4}=21R^{4}.}
{\displaystyle a^{6}+b^{6}+c^{6}=70R^{6}.}
La relación  {\displaystyle {\frac {r}{R}}=2\cos \left({\frac {\pi }{7}}\right)-{\frac {3}{2}}} del inradio respecto al circunradio es la solución positiva de la ecuación cúbica
{\displaystyle 8x^{3}+28x^{2}+14x-7=0}
siendo las otras dos raíces de esta ecuación  {\displaystyle 2\cos \left({\frac {3\pi }{7}}\right)-{\frac {3}{2}}}  y  {\displaystyle 2\cos \left({\frac {5\pi }{7}}\right)-{\frac {3}{2}}}.
La relación  {\displaystyle {\frac {r_{a}+r_{b}+r_{c}}{R}}=2\cos \left({\frac {\pi }{7}}\right)+{\frac {5}{2}}} de la suma de los  exinradios respecto al circunradio es la mayor de las raíces de la ecuación cúbica:
{\displaystyle 8x^{3}-68x^{2}+174x-127=0}
siendo las otras dos raíces de esta ecuación  {\displaystyle 2\cos \left({\frac {3\pi }{7}}\right)+{\frac {5}{2}}}  y  {\displaystyle 2\cos \left({\frac {5\pi }{7}}\right)+{\frac {5}{2}}}.
La relación  {\displaystyle {\frac {{\frac {1}{r_{a}}}+{\frac {1}{r_{b}}}+{\frac {1}{r_{c}}}}{R}}=4\cos \left({\frac {2\pi }{7}}\right)} de la suma de los inversos de los exinradios respecto al circunradio es la única raíz positiva de la ecuación cúbica:
{\displaystyle x^{3}+2x^{2}-8x-8=0}
siendo las otras dos raíces de esta ecuación  {\displaystyle 4\cos \left({\frac {4\pi }{7}}\right)}  y  {\displaystyle 4\cos \left({\frac {6\pi }{7}}\right)}.
Además, : p. 15 
{\displaystyle {\frac {1}{a^{2}}}+{\frac {1}{b^{2}}}+{\frac {1}{c^{2}}}={\frac {2}{R^{2}}}.}
También se tiene que
{\displaystyle {\frac {1}{a^{4}}}+{\frac {1}{b^{4}}}+{\frac {1}{c^{4}}}={\frac {2}{R^{4}}}.}
{\displaystyle {\frac {1}{a^{6}}}+{\frac {1}{b^{6}}}+{\frac {1}{c^{6}}}={\frac {17}{7R^{6}}}.}
En general para todos los enteros n, 
{\displaystyle a^{2n}+b^{2n}+c^{2n}=g(n)(2R)^{2n}}
donde 
{\displaystyle g(-1)=8,\quad g(0)=3,\quad g(1)=7}
y 
{\displaystyle g(n)=7g(n-1)-14g(n-2)+7g(n-3).}
Así mismo
{\displaystyle 2b^{2}-a^{2}={\sqrt {7}}bR,\quad 2c^{2}-b^{2}={\sqrt {7}}cR,\quad 2a^{2}-c^{2}=-{\sqrt {7}}aR.}
También se tiene que
{\displaystyle a^{3}c+b^{3}a-c^{3}b=-7R^{4},}
{\displaystyle a^{4}c-b^{4}a+c^{4}b=7{\sqrt {7}}R^{5},}
{\displaystyle a^{11}c^{3}+b^{11}a^{3}-c^{11}b^{3}=-7^{3}17R^{14}.}
El exradio ra correspondiente al lado a es igual al radio de la circunferencia de los nueve puntos del triángulo heptagonal. : p. 15 

## Triángulo órtico
El triángulo órtico del triángulo heptagonal, con vértices en los pies de las alturas, es similar al triángulo heptagonal, con una relación de similitud de 1: 2. El triángulo heptagonal es el único triángulo obtuso que es similar a su triángulo órtico (el triángulo equilátero es el único agudo con esta propiedad). : pp. 12–13 

## Propiedades trigonométricas
Las diversas identidades trigonométricas asociadas con el triángulo heptagonal incluyen: : pp. 13–14 
{\displaystyle A={\frac {\pi }{7}},\quad B={\frac {2\pi }{7}},\quad C={\frac {4\pi }{7}}.}
{\displaystyle \cos A=b/2a,\quad \cos B=c/2b,\quad \cos C=-a/2c,} : Proposition 10 
{\displaystyle \cos A\cos B\cos C=-{\frac {1}{8}},}
{\displaystyle \cos ^{2}A+\cos ^{2}B+\cos ^{2}C={\frac {5}{4}},}
{\displaystyle \cos ^{4}A+\cos ^{4}B+\cos ^{4}C={\frac {13}{16}},}
{\displaystyle \cot A+\cot B+\cot C={\sqrt {7}},}
{\displaystyle \cot ^{2}A+\cot ^{2}B+\cot ^{2}C=5,}
{\displaystyle \csc ^{2}A+\csc ^{2}B+\csc ^{2}C=8,}
{\displaystyle \csc ^{4}A+\csc ^{4}B+\csc ^{4}C=32,}
{\displaystyle \sec ^{2}A+\sec ^{2}B+\sec ^{2}C=24,}
{\displaystyle \sec ^{4}A+\sec ^{4}B+\sec ^{4}C=416,}
{\displaystyle \operatorname {sen} A\operatorname {sen} B\operatorname {sen} C={\frac {\sqrt {7}}{8}},}
{\displaystyle \operatorname {sen} ^{2}A\operatorname {sen} ^{2}B\operatorname {sen} ^{2}C={\frac {7}{64}},}
{\displaystyle \operatorname {sen} ^{2}A+\operatorname {sen} ^{2}B+\operatorname {sen} ^{2}C={\frac {7}{4}},}
{\displaystyle \operatorname {sen} ^{4}A+\operatorname {sen} ^{4}B+\operatorname {sen} ^{4}C={\frac {21}{16}},}
{\displaystyle \tan A\tan B\tan C=\tan A+\tan B+\tan C=-{\sqrt {7}},}
{\displaystyle \tan ^{2}A+\tan ^{2}B+\tan ^{2}C=21.}
La ecuación cúbica 
{\displaystyle 64y^{3}-112y^{2}+56y-7=0}
tiene soluciones : p. 14  {\displaystyle \operatorname {sen} ^{2}{\frac {\pi }{7}},\operatorname {sen} ^{2}{\frac {2\pi }{7}},} y {\displaystyle \operatorname {sen} ^{2}{\frac {4\pi }{7}},} que son los senos al cuadrado de los ángulos del triángulo. 
La solución positiva de la ecuación cúbica 
{\displaystyle x^{3}+x^{2}-2x-1=0}
es igual {\displaystyle 2\cos {\frac {2\pi }{7}},} que es el doble del coseno de uno de los ángulos del triángulo. : p. 186–187 
Sen (2π/7), sen (4π/7) y sen (8π/7) son las raíces de
{\displaystyle x^{3}-{\frac {\sqrt {7}}{2}}x^{2}+{\frac {\sqrt {7}}{8}}=0.}
También se tiene que:
{\displaystyle \operatorname {sen} A-\operatorname {sen} B-\operatorname {sen} C=-{\frac {\sqrt {7}}{2}},}
{\displaystyle \operatorname {sen} A\operatorname {sen} B-\operatorname {sen} B\operatorname {sen} C+\operatorname {sen} C\operatorname {sen} A=0,}
{\displaystyle \operatorname {sen} A\operatorname {sen} B\operatorname {sen} C={\frac {\sqrt {7}}{8}}.}
{\displaystyle -\operatorname {sen} A,\operatorname {sen} B,\operatorname {sen} C{\text{ son las raíces de }}x^{3}-{\frac {\sqrt {7}}{2}}x^{2}+{\frac {\sqrt {7}}{8}}=0.}
Para un entero n, sea 
{\displaystyle S(n)=(-\operatorname {sen} {A})^{n}+\operatorname {sen} ^{n}{B}+\operatorname {sen} ^{n}{C}.}
Para n = 0, ..., 20, 
{\displaystyle S(n)=3,{\frac {\sqrt {7}}{2}},{\frac {7}{2^{2}}},{\frac {\sqrt {7}}{2}},{\frac {7\cdot 3}{2^{4}}},{\frac {7{\sqrt {7}}}{2^{4}}},{\frac {7\cdot 5}{2^{5}}},{\frac {7^{2}{\sqrt {7}}}{2^{7}}},{\frac {7^{2}\cdot 5}{2^{8}}},{\frac {7\cdot 25{\sqrt {7}}}{2^{9}}},{\frac {7^{2}\cdot 9}{2^{9}}},{\frac {7^{2}\cdot 13{\sqrt {7}}}{2^{11}}},}
{\displaystyle {\frac {7^{2}\cdot 33}{2^{11}}},{\frac {7^{2}\cdot 3{\sqrt {7}}}{2^{9}}},{\frac {7^{4}\cdot 5}{2^{14}}},{\frac {7^{2}\cdot 179{\sqrt {7}}}{2^{15}}},{\frac {7^{3}\cdot 131}{2^{16}}},{\frac {7^{3}\cdot 3{\sqrt {7}}}{2^{12}}},{\frac {7^{3}\cdot 493}{2^{18}}},{\frac {7^{3}\cdot 181{\sqrt {7}}}{2^{18}}},{\frac {7^{5}\cdot 19}{2^{19}}}.}
Para n = 0, -1,, ..-20, 
{\displaystyle S(n)=3,0,2^{3},-{\frac {2^{3}\cdot 3{\sqrt {7}}}{7}},2^{5},-{\frac {2^{5}\cdot 5{\sqrt {7}}}{7}},{\frac {2^{6}\cdot 17}{7}},-2^{7}{\sqrt {7}},{\frac {2^{9}\cdot 11}{7}},-{\frac {2^{10}\cdot 33{\sqrt {7}}}{7^{2}}},{\frac {2^{10}\cdot 29}{7}},-{\frac {2^{14}\cdot 11{\sqrt {7}}}{7^{2}}},{\frac {2^{12}\cdot 269}{7^{2}}},}
{\displaystyle -{\frac {2^{13}\cdot 117{\sqrt {7}}}{7^{2}}},{\frac {2^{14}\cdot 51}{7}},-{\frac {2^{21}\cdot 17{\sqrt {7}}}{7^{3}}},{\frac {2^{17}\cdot 237}{7^{2}}},-{\frac {2^{17}\cdot 1445{\sqrt {7}}}{7^{3}}},{\frac {2^{19}\cdot 2203}{7^{3}}},-{\frac {2^{19}\cdot 1919{\sqrt {7}}}{7^{3}}},{\frac {2^{20}\cdot 5851}{7^{3}}}.}
{\displaystyle -\cos A,\cos B,\cos C{\text{ son las raíces de }}x^{3}+{\frac {1}{2}}x^{2}-{\frac {1}{2}}x-{\frac {1}{8}}=0.}
Para cualquier entero n
{\displaystyle C(n)=(-\cos {A})^{n}+\cos ^{n}{B}+\cos ^{n}{C}.}
Para n = 0, 1, ... 10, 
{\displaystyle C(n)=3,-{\frac {1}{2}},{\frac {5}{4}},-{\frac {1}{2}},{\frac {13}{16}},-{\frac {1}{2}},{\frac {19}{32}},-{\frac {57}{128}},{\frac {117}{256}},-{\frac {193}{512}},{\frac {185}{512}},...}
{\displaystyle C(-n)=3,-4,24,-88,416,-1824,8256,-36992,166400,-747520,3359744,...}
{\displaystyle \tan A,\tan B,\tan C{\text{ son las raíces de }}x^{3}+{\sqrt {7}}x^{2}-7x+{\sqrt {7}}=0.}
{\displaystyle \tan ^{2}A,\tan ^{2}B,\tan ^{2}C{\text{ son las raíces de }}x^{3}-21x^{2}+35x-7=0.}
Para un entero n, sea 
{\displaystyle T(n)=\tan ^{n}{A}+\tan ^{n}{B}+\tan ^{n}{C}.}
Para n = 0, 1, ... 10, 
{\displaystyle T(n)=3,-{\sqrt {7}},7\cdot 3,-31{\sqrt {7}},7\cdot 53,-7\cdot 87{\sqrt {7}},7\cdot 1011,-7^{2}\cdot 239{\sqrt {7}},7^{2}\cdot 2771,-7\cdot 32119{\sqrt {7}},7^{2}\cdot 53189,}
{\displaystyle T(-n)=3,{\sqrt {7}},5,{\frac {25{\sqrt {7}}}{7}},19,{\frac {103{\sqrt {7}}}{7}},{\frac {563}{7}},7\cdot 9{\sqrt {7}},{\frac {2421}{7}},{\frac {13297{\sqrt {7}}}{7^{2}}},{\frac {10435}{7}},...}
También se tiene que
{\displaystyle \tan A-4\operatorname {sen} B=-{\sqrt {7}},}
{\displaystyle \tan B-4\operatorname {sen} C=-{\sqrt {7}},}
{\displaystyle \tan C+4\operatorname {sen} A=-{\sqrt {7}}.}
Así mismo
{\displaystyle \cot ^{2}A=1-{\frac {2\tan C}{\sqrt {7}}},}
{\displaystyle \cot ^{2}B=1-{\frac {2\tan A}{\sqrt {7}}},}
{\displaystyle \cot ^{2}C=1-{\frac {2\tan B}{\sqrt {7}}}.}
También se tiene que
{\displaystyle \cos A=-{\frac {1}{2}}+{\frac {4}{\sqrt {7}}}\operatorname {sen} ^{3}C,}
{\displaystyle \cos ^{2}A={\frac {3}{4}}+{\frac {2}{\sqrt {7}}}\operatorname {sen} ^{3}A,}
{\displaystyle \cot A={\frac {3}{\sqrt {7}}}+{\frac {4}{\sqrt {7}}}\cos B,}
{\displaystyle \cot ^{2}A=3+{\frac {8}{\sqrt {7}}}\operatorname {sen} A,}
{\displaystyle \cot A={\sqrt {7}}+{\frac {8}{\sqrt {7}}}\operatorname {sen} ^{2}B,}
{\displaystyle \csc ^{3}A=-{\frac {6}{\sqrt {7}}}+{\frac {2}{\sqrt {7}}}\tan ^{2}C,}
{\displaystyle \sec A=2+4\cos C,}
{\displaystyle \sec A=6-8\operatorname {sen} ^{2}B,}
{\displaystyle \sec A=4-{\frac {16}{\sqrt {7}}}\operatorname {sen} ^{3}B,}
{\displaystyle \operatorname {sen} ^{2}A={\frac {1}{2}}+{\frac {1}{2}}\cos B,}
{\displaystyle \operatorname {sen} ^{3}A=-{\frac {\sqrt {7}}{8}}+{\frac {\sqrt {7}}{4}}\cos B,}
También se tiene que
{\displaystyle \operatorname {sen} ^{3}B\operatorname {sen} C-\operatorname {sen} ^{3}C\operatorname {sen} A-\operatorname {sen} ^{3}A\operatorname {sen} B=0,}
{\displaystyle \operatorname {sen} B\operatorname {sen} ^{3}C-\operatorname {sen} C\operatorname {sen} ^{3}A-\operatorname {sen} A\operatorname {sen} ^{3}B={\frac {7}{2^{4}}},}
{\displaystyle \operatorname {sen} ^{4}B\operatorname {sen} C-\operatorname {sen} ^{4}C\operatorname {sen} A+\operatorname {sen} ^{4}A\operatorname {sen} B=0,}
{\displaystyle \operatorname {sen} B\operatorname {sen} ^{4}C+\operatorname {sen} C\operatorname {sen} ^{4}A-\operatorname {sen} A\operatorname {sen} ^{4}B={\frac {7{\sqrt {7}}}{2^{5}}},}
{\displaystyle \operatorname {sen} ^{11}B\operatorname {sen} ^{3}C-\operatorname {sen} ^{11}C\operatorname {sen} ^{3}A-\operatorname {sen} ^{11}A\operatorname {sen} ^{3}B=0,}
{\displaystyle \operatorname {sen} ^{3}B\operatorname {sen} ^{11}C-\operatorname {sen} ^{3}C\operatorname {sen} ^{11}A-\operatorname {sen} ^{3}A\operatorname {sen} ^{11}B={\frac {7^{3}\cdot 17}{2^{14}}}.}
También se cumplen identidades de tipo Ramanujan,
{\displaystyle {\sqrt[{3}]{2\operatorname {sen}({\frac {2\pi }{7}})}}+{\sqrt[{3}]{2\operatorname {sen}({\frac {4\pi }{7}})}}+{\sqrt[{3}]{2\operatorname {sen}({\frac {8\pi }{7}})}}=}
{\displaystyle {\text{.......}}\left(-{\sqrt[{18}]{7}}\right){\sqrt[{3}]{-{\sqrt[{3}]{7}}+6+3\left({\sqrt[{3}]{5-3{\sqrt[{3}]{7}}}}+{\sqrt[{3}]{4-3{\sqrt[{3}]{7}}}}\right)}}}
{\displaystyle {\frac {1}{\sqrt[{3}]{2\operatorname {sen}({\frac {2\pi }{7}})}}}+{\frac {1}{\sqrt[{3}]{2\operatorname {sen}({\frac {4\pi }{7}})}}}+{\frac {1}{\sqrt[{3}]{2\operatorname {sen}({\frac {8\pi }{7}})}}}=}
{\displaystyle {\text{.......}}\left(-{\frac {1}{\sqrt[{18}]{7}}}\right){\sqrt[{3}]{6+3\left({\sqrt[{3}]{5-3{\sqrt[{3}]{7}}}}+{\sqrt[{3}]{4-3{\sqrt[{3}]{7}}}}\right)}}}
{\displaystyle {\sqrt[{3}]{4\operatorname {sen} ^{2}({\frac {2\pi }{7}})}}+{\sqrt[{3}]{4\operatorname {sen} ^{2}({\frac {4\pi }{7}})}}+{\sqrt[{3}]{4\operatorname {sen} ^{2}({\frac {8\pi }{7}})}}=}
{\displaystyle {\text{.......}}\left({\sqrt[{18}]{49}}\right){\sqrt[{3}]{{\sqrt[{3}]{49}}+6+3\left({\sqrt[{3}]{12+3({\sqrt[{3}]{49}}+2{\sqrt[{3}]{7}})}}+{\sqrt[{3}]{11+3({\sqrt[{3}]{49}}+2{\sqrt[{3}]{7}})}}\right)}}}
{\displaystyle {\frac {1}{\sqrt[{3}]{4\operatorname {sen} ^{2}({\frac {2\pi }{7}})}}}+{\frac {1}{\sqrt[{3}]{4\operatorname {sen} ^{2}({\frac {4\pi }{7}})}}}+{\frac {1}{\sqrt[{3}]{4\operatorname {sen} ^{2}({\frac {8\pi }{7}})}}}=}
{\displaystyle {\text{.......}}\left({\frac {1}{\sqrt[{18}]{49}}}\right){\sqrt[{3}]{2{\sqrt[{3}]{7}}+6+3\left({\sqrt[{3}]{12+3({\sqrt[{3}]{49}}+2{\sqrt[{3}]{7}})}}+{\sqrt[{3}]{11+3({\sqrt[{3}]{49}}+2{\sqrt[{3}]{7}})}}\right)}}}
{\displaystyle {\sqrt[{3}]{2\cos({\frac {2\pi }{7}})}}+{\sqrt[{3}]{2\cos({\frac {4\pi }{7}})}}+{\sqrt[{3}]{2\cos({\frac {8\pi }{7}})}}={\sqrt[{3}]{5-3{\sqrt[{3}]{7}}}}}
{\displaystyle {\frac {1}{\sqrt[{3}]{2\cos({\frac {2\pi }{7}})}}}+{\frac {1}{\sqrt[{3}]{2\cos({\frac {4\pi }{7}})}}}+{\frac {1}{\sqrt[{3}]{2\cos({\frac {8\pi }{7}})}}}={\sqrt[{3}]{4-3{\sqrt[{3}]{7}}}}}
{\displaystyle {\sqrt[{3}]{4\cos ^{2}({\frac {2\pi }{7}})}}+{\sqrt[{3}]{4\cos ^{2}({\frac {4\pi }{7}})}}+{\sqrt[{3}]{4\cos ^{2}({\frac {8\pi }{7}})}}={\sqrt[{3}]{11+3(2{\sqrt[{3}]{7}}+{\sqrt[{3}]{49}})}}}
{\displaystyle {\frac {1}{\sqrt[{3}]{4\cos ^{2}({\frac {2\pi }{7}})}}}+{\frac {1}{\sqrt[{3}]{4\cos ^{2}({\frac {4\pi }{7}})}}}+{\frac {1}{\sqrt[{3}]{4\cos ^{2}({\frac {8\pi }{7}})}}}={\sqrt[{3}]{12+3(2{\sqrt[{3}]{7}}+{\sqrt[{3}]{49}})}}}
{\displaystyle {\sqrt[{3}]{\tan({\frac {2\pi }{7}})}}+{\sqrt[{3}]{\tan({\frac {4\pi }{7}})}}+{\sqrt[{3}]{\tan({\frac {8\pi }{7}})}}=}
{\displaystyle {\text{.......}}\left(-{\sqrt[{18}]{7}}\right){\sqrt[{3}]{{\sqrt[{3}]{7}}+6+3\left({\sqrt[{3}]{5+3({\sqrt[{3}]{7}}-{\sqrt[{3}]{49}})}}+{\sqrt[{3}]{-3+3({\sqrt[{3}]{7}}-{\sqrt[{3}]{49}})}}\right)}}}
{\displaystyle {\frac {1}{\sqrt[{3}]{\tan({\frac {2\pi }{7}})}}}+{\frac {1}{\sqrt[{3}]{\tan({\frac {4\pi }{7}})}}}+{\frac {1}{\sqrt[{3}]{\tan({\frac {8\pi }{7}})}}}=}
{\displaystyle {\text{.......}}\left(-{\frac {1}{\sqrt[{18}]{7}}}\right){\sqrt[{3}]{-{\sqrt[{3}]{49}}+6+3\left({\sqrt[{3}]{5+3({\sqrt[{3}]{7}}-{\sqrt[{3}]{49}})}}+{\sqrt[{3}]{-3+3({\sqrt[{3}]{7}}-{\sqrt[{3}]{49}})}}\right)}}}
{\displaystyle {\sqrt[{3}]{\tan ^{2}({\frac {2\pi }{7}})}}+{\sqrt[{3}]{\tan ^{2}({\frac {4\pi }{7}})}}+{\sqrt[{3}]{\tan ^{2}({\frac {8\pi }{7}})}}=}
{\displaystyle {\text{.......}}\left({\sqrt[{18}]{49}}\right){\sqrt[{3}]{3{\sqrt[{3}]{49}}+6+3\left({\sqrt[{3}]{89+3(3{\sqrt[{3}]{49}}+5{\sqrt[{3}]{7}})}}+{\sqrt[{3}]{25+3(3{\sqrt[{3}]{49}}+5{\sqrt[{3}]{7}})}}\right)}}}
{\displaystyle {\frac {1}{\sqrt[{3}]{\tan ^{2}({\frac {2\pi }{7}})}}}+{\frac {1}{\sqrt[{3}]{\tan ^{2}({\frac {4\pi }{7}})}}}+{\frac {1}{\sqrt[{3}]{\tan ^{2}({\frac {8\pi }{7}})}}}=}
{\displaystyle {\text{.......}}\left({\frac {1}{\sqrt[{18}]{49}}}\right){\sqrt[{3}]{5{\sqrt[{3}]{7}}+6+3\left({\sqrt[{3}]{89+3(3{\sqrt[{3}]{49}}+5{\sqrt[{3}]{7}})}}+{\sqrt[{3}]{25+3(3{\sqrt[{3}]{49}}+5{\sqrt[{3}]{7}})}}\right)}}}
También se tiene que
{\displaystyle {\sqrt[{3}]{\cos({\frac {2\pi }{7}})/\cos({\frac {4\pi }{7}})}}+{\sqrt[{3}]{\cos({\frac {4\pi }{7}})/\cos({\frac {8\pi }{7}})}}+{\sqrt[{3}]{\cos({\frac {8\pi }{7}})/\cos({\frac {2\pi }{7}})}}=-{\sqrt[{3}]{7}}.}
{\displaystyle {\sqrt[{3}]{\cos({\frac {4\pi }{7}})/\cos({\frac {2\pi }{7}})}}+{\sqrt[{3}]{\cos({\frac {8\pi }{7}})/\cos({\frac {4\pi }{7}})}}+{\sqrt[{3}]{\cos({\frac {2\pi }{7}})/\cos({\frac {8\pi }{7}})}}=0.}
{\displaystyle {\sqrt[{3}]{2\operatorname {sen}({2\pi }{7}}}+{\sqrt[{3}]{2\operatorname {sen}({4\pi }{7}}}+{\sqrt[{3}]{2\operatorname {sen}({8\pi }{7}}}=\left(-{\sqrt[{18}]{7}}\right){\sqrt[{3}]{-{\sqrt[{3}]{7}}+6+3\left({\sqrt[{3}]{5-3{\sqrt[{3}]{7}}}}+{\sqrt[{3}]{4-3{\sqrt[{3}]{7}}}}\right)}}}
{\displaystyle {\sqrt[{3}]{\cos ^{4}({\frac {4\pi }{7}})/\cos({\frac {2\pi }{7}})}}+{\sqrt[{3}]{\cos ^{4}({\frac {8\pi }{7}})/\cos({\frac {4\pi }{7}})}}+{\sqrt[{3}]{\cos ^{4}({\frac {2\pi }{7}})/\cos({\frac {8\pi }{7}})}}=-{\sqrt[{3}]{49}}/2.}
{\displaystyle {\sqrt[{3}]{\cos ^{5}({\frac {2\pi }{7}})/\cos ^{2}({\frac {4\pi }{7}})}}+{\sqrt[{3}]{\cos ^{5}({\frac {4\pi }{7}})/\cos ^{2}({\frac {8\pi }{7}})}}+{\sqrt[{3}]{\cos ^{5}({\frac {8\pi }{7}})/\cos ^{2}({\frac {2\pi }{7}})}}=0.}
{\displaystyle {\sqrt[{3}]{\cos ^{5}({\frac {4\pi }{7}})/\cos ^{2}({\frac {2\pi }{7}})}}+{\sqrt[{3}]{\cos ^{5}({\frac {8\pi }{7}})/\cos ^{2}({\frac {4\pi }{7}})}}+{\sqrt[{3}]{\cos ^{5}({\frac {2\pi }{7}})/\cos ^{2}({\frac {9\pi }{7}})}}=-3*{\sqrt[{3}]{7}}/2.}
{\displaystyle {\sqrt[{3}]{\cos ^{14}({\frac {2\pi }{7}})/\cos ^{5}({\frac {4\pi }{7}})}}+{\sqrt[{3}]{\cos ^{14}({\frac {4\pi }{7}})/\cos ^{5}({\frac {8\pi }{7}})}}+{\sqrt[{3}]{\cos ^{14}({\frac {8\pi }{7}})/\cos ^{5}({\frac {2\pi }{7}}}}=0.}
{\displaystyle {\sqrt[{3}]{\cos ^{14}({\frac {4\pi }{7}})/\cos ^{5}({\frac {2\pi }{7}})}}+{\sqrt[{3}]{\cos ^{14}({\frac {8\pi }{7}})/\cos ^{5}({\frac {4\pi }{7}})}}+{\sqrt[{3}]{\cos ^{14}({\frac {2\pi }{7}})/\cos ^{5}({\frac {8\pi }{7}})}}=-61*{\sqrt[{3}]{7}}/8.}